# Lindsey Buckingham Christine McVie
Lindsey Buckingham Christine McVie é um álbum de estúdio dos vocalistas da banda Fleetwood Mac Lindsey Buckingham e Christine McVie, lançado em junho de 2017.
Originalmente produzido para ser o primeiro álbum do Fleetwood Mac desde Say You Will (2003) e o primeiro da formação clássica desde Tango in the Night (1987), foi lançado como obra solo de Buckingham e McVie pelo fato da vocalista Stevie Nicks não participar das gravações. Fora ela, todos os integrantes da fase mais popular do grupo do grupo, incluindo Mick Fleetwood e John McVie, participam em todas as faixas.
O projeto recebeu avaliações favoráveis da mídia especializada.

## Faixas
| N.º | Título                       | Compositor(es) | Duração |  |
| 1.  | "Sleeping Around The Corner" |                |         |  |
| 2.  | "Feel About You"             |                |         |  |
| 3.  | "In My World"                |                |         |  |
| 4.  | "Red Sun"                    |                |         |  |
| 5.  | "Love Is Here To Stay"       |                |         |  |
| 6.  | "Too Far Gone"               |                |         |  |
| 7.  | "Lay Down For Free"          |                |         |  |
| 8.  | "Game Of Pretend"            |                |         |  |
| 9.  | "On With The Show"           |                |         |  |
| 10. | "Carnival Begin"             |                |         |  |